# Кафява паякообразна маймуна
Кафявата паякообразна маймуна (Ateles hybridus) е вид бозайник от семейство Паякообразни маймуни (Atelidae). Видът е критично застрашен от изчезване.

## Разпространение и местообитание
Разпространен е във Венецуела и Колумбия.